# Tennis de taula als Jocs Olímpics d'estiu de 2008
Les proves de Tennis de taula dels Jocs Olímpics de Pequín es disputaren entre el 13 i el 23 d'agost de 2008, al Gimnàs de la Universitat de Pequín. En aquesta edició s'inclogué per primera vegada la competició per equips, que substituí la prova de dobles que s'havia disputat en anteriors edicions. Es repartiren un total de quatre jocs de medalles, dos per a homes i dos per a dones.

## Calendari de les proves
| Tennis de taula | Tennis de taula | Tennis de taula |  |  |  |  |  |  |  |  |  | 1 | 1 |  |  |  | 1 | 1 |  |

|  | Dia de competició |  | Dia de final |

## Medallistes

### Homes
| Event      | Or                                               | Plata                                                      | Bronze                                                       |
| Individual | Ma Lin · R.P. de la Xina                         | Wang Hao · R.P. de la Xina                                 | Wang Liqin · R.P. de la Xina                                 |
| Equip      | R.P. de la Xina · Ma Lin · Wang Hao · Wang Liqin | Alemanya · Christian Suss · Dimitrij Ovtcharov · Timo Boll | Corea del Sud · Oh Sang-Eun · Ryu Seung-Min · Yoon Jae-Young |

### Dones
| Event      | Or                                                  | Plata                                            | Bronze                                                     |
| Individual | Zhang Yining · R.P. de la Xina                      | Wang Nan · R.P. de la Xina                       | Guo Yue · R.P. de la Xina                                  |
| Equip      | R.P. de la Xina · Guo Yue · Wang Nan · Zhang Yining | Singapur · Feng Tianwei · Li Jiawei · Wang Yuegu | Corea del Sud · Dang Ye-Seo · Kim Kyung-Ah · Park Mi-Young |

## Medaller
| Pos.  | País            | Or | Plata | Bronze | Total |
| 1     | R.P. de la Xina | 4  | 2     | 2      | 8     |
| 2     | Alemanya        | 0  | 1     | 0      | 1     |
| 2     | Singapur        | 0  | 1     | 0      | 1     |
| 4     | Corea del Sud   | 0  | 0     | 2      | 2     |
| Total | Total           | 4  | 4     | 4      | 12    |